# Francesco Ligorio

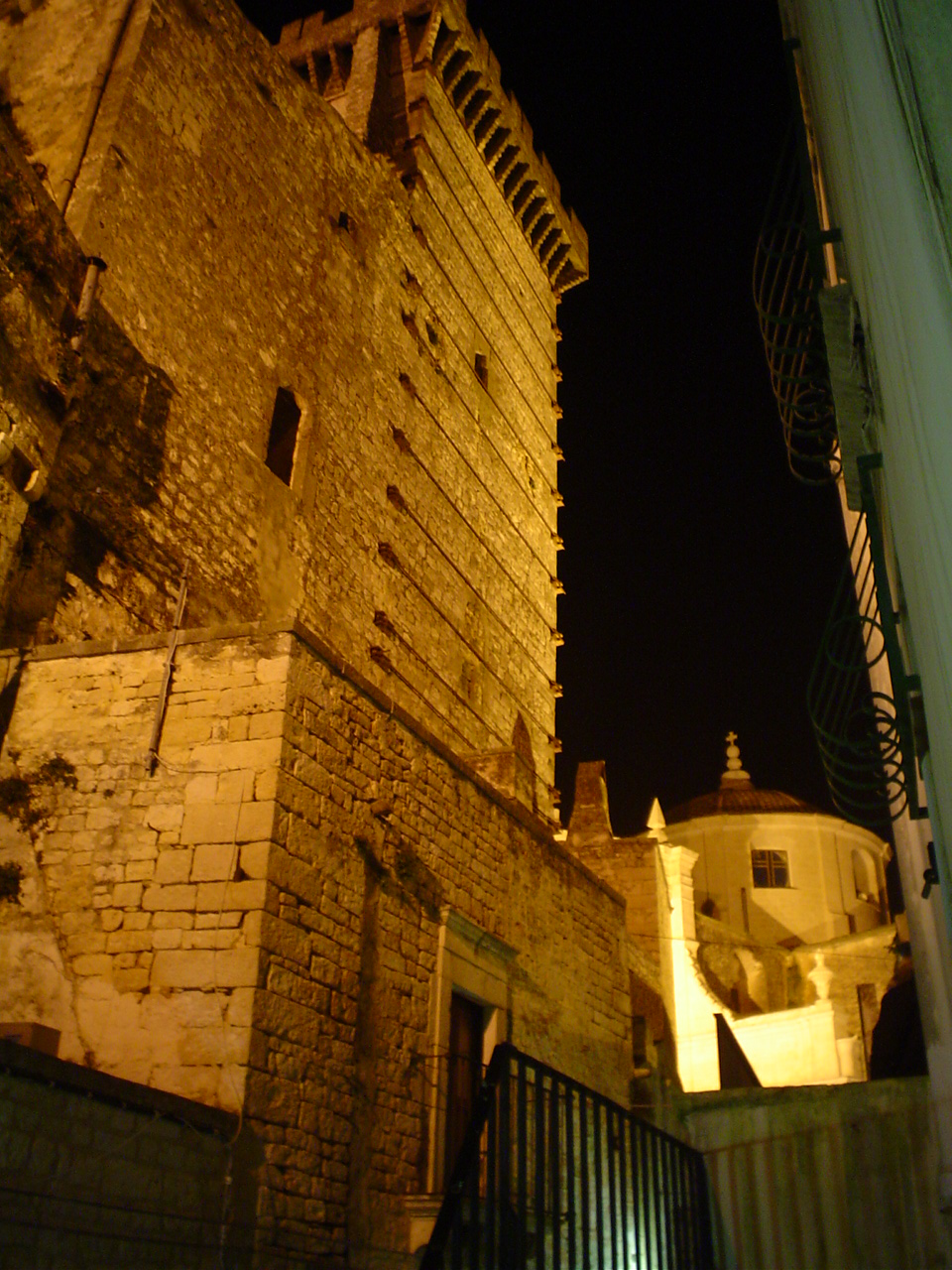
Ceglie Messapica castello e chiesa matrice

Francesco Ligorio (Ceglie Messapica, 1775 circa – ...) è stato un presbitero, poeta e letterato italiano della seconda metà del XVIII secolo.

## Biografia
Nato dalla famiglia Ligorio di Ceglie Messapica, è stato un letterato e poeta pugliese. Frequenta il seminario di Oria (fondato nel 1574 da Quinto Mario Corrado) dove, nel 1790, diviene allievo del teologo e maestro di retorica Quinto Mario Corrado Juniore, distinguendosi subito per le sue capacità letterarie e poetiche.

## Opere
Le sue opere sono prevalentemente in lingua greca e a carattere storico religioso. Gli scritti giovanili sono in:  Collezione di Varie accademie, tenute nel Seminario Oritano Essendo Maestro di Retorica e Rettore Quinto Mario Canonico Corrado Juniore Tomi IV, Oria 1788-1796.
- Επιγραμμα - eiusdem latina versio - Tomo I in lode di S. Michele Arcangelo, Oria 1790 [3]
- Ode - in: Tomo II - In Onore di Sant'Agostino Vescovo e Dottore, Oria 1790 [4]
- Poema greco in Versi - Tomo IV In lode si San Paolo Apostolo, Oria 1792. [5]
- Ode - Tricolos tetrastrophos -Tomo III  In Lode di S. Luigi Gonzaga, Oria 1793 [6]